# Orthoreovirus
Genre
Espèces de rang inférieur
- Orthoréovirus avien (en)
- Orthoréovirus du Babouin
- Orthoréovirus de Broome
- Orthoréovirus de Mahlapitsi
- Orthoréovirus mammalien (en)
- Orthoréovirus de Nelson Bay (en)
- Orthoréovirus néoavien
- Orthoréovirus pisciaire (en)
- Orthoréovirus reptilien
- Orthoréovirus des tortues

Orthoreovirus est un genre de virus de la famille des Reoviridae (sous-famille des Spinareovirinae (en)). Il appartient au groupe III des virus à ARN double brin.

## Structure
Ce sont des virus non enveloppés, entourés d'une capside icosaédrique constituée de deux couches protéiques. Leur génome est un ARN double-brin segmenté souvent en dix, qui code trois types de protéines, dites λ, μ et σ.
La réplication a lieu dans le cytoplasme des cellules hôtes.

## Pathogénécité
Ils infectent les vertébrés.
- Chez les êtres humains, ils n'entraînent habituellement pas de symptômes.
- L'orthoréovirus pisciaire (en) infecte uniquement les poissons. Chez les saumons (sauvages ou d'élevage), il provoque une inflammation du cœur et des muscles squelettiques.